# شهرستان آردینو
شهرستان آردینو (به بلغاری: Ardino Municipality) یک شهرستان در بلغارستان است که در استان کرجالی واقع شده‌است. شهرستان آردینو ۳۴۱٫۴۵ کیلومتر مربع مساحت و ۱۳٬۳۲۶ نفر جمعیت دارد.